# Kagura
Kagura（神座）は日本のロックバンド。

## メンバー
- URA 浦崎直邦（ボーカル・ギター）
- YOH 藤岡洋（ギター・コーラス）
- GAKU 広瀬学（ベース・コーラス）
- YASUI 安井一弥（ドラムス）

## 来歴
ボーカリストURAが声を掛け集まったメンバーで1995年に結成。1996年から東京・渋谷を中心に活動開始。
2000年、URAとYOHがユニットMAD ALICEでポニーキャニオンからメジャー・デビュー。
2001年、「Magneto-OPTICAL LIFE」がテレビ東京系の情報番組「ドライブ A GO!GO!」エンディング曲となる。
CMソング、映画の主題歌、アイドルのバックバンド・楽曲提供など、2002年まで精力的な活動を行ったが、メンバーの個人活動が忙しくなったため、活動を一旦休止した。
2011年3月11日発生の東日本大震災がきっかけになって、2012年から神座名義での演奏活動を再開。
2013年、海外レコーディングした「かじりかけのリンゴ」でFONA KOREAから世界デビューを果たす。NAVERのポップランキングで1位を獲得。
2015年、ハードロックカフェ主催の世界コンテストにて東京エリアで優勝、日本代表となる。
2016年、1月から新日本キックボクシング協会の試合のラウンド間に流れるテーマ曲となる。

## 主な活動実績
日刊スポーツ(1996年)。ヨミゴローズとして歌で出演。楽曲提供、レコーディング、プロデュース。
Vシネマ「マモル」の主題歌「Fishes Are Laughing」担当及びボーカルのURAが役者として出演。
韓国の全国紙「ASIA TODAY」2013年9月27日付にてKaguraのデビューが伝えられる。
2014年、FM府中「神座(Kagura)のオンガク市場」のパーソナリティー担当。

## 作品
- 1996年　Live in E-Star
- 2000年　borderline・・・(ポニーキャニオン：Mad Alice名義)
- 2001年　Magneto-OPTICAL LIFE (Mad Alice名義)
- 2013年　Kagura-single(FONA KOREA)
- 2015年　Naked Way
- 2016年　Why are’t you ready tonight?

## サポートアーティスト
- キューティー(元キューティーセーラーズ：河村理沙・織原奈未・湯原麻利絵らのアイドルユニット)
- VIVICA
- NAVID